# Parafia św. Andrzeja Boboli w Świdnicy
Parafia św. Andrzeja Boboli – rzymskokatolicka parafia z siedzibą w Świdnicy Śląskiej należy do dekanatu świdnickiego zachodniego w diecezji świdnickiej.

## Historia parafii
Parafia została erygowana 12 czerwca 1995 roku, na mocy dekretu kardynała Henryka Gulbinowicza. Została ona wydzielona z parafii św. Józefa Oblubieńca.
23 czerwca tego samego roku została utworzona parafia pod wezwaniem Świętego Andrzeja Boboli. Proboszczem parafii został wówczas ksiądz Andrzej Szyc, który wcześniej pełnił funkcję wikarego w parafii pw. NMP Królowej Polski w Świdnicy.
Od 2002 roku proboszczem jest ks. Edward Szajda.

### Historia świątyni
Obiekt został wzniesiony w latach 1905–1907. Wówczas w tamtym miejscu urzędowała Fundacja Kessela, prowadząca dom dziecka.
Budynek, zanim zaczął spełniać funkcje sakralne, za czasów sowieckich użytkowany był jako m.in. „stołowoj” (stołówka).

## Obszar parafii
Parafia swoim zasięgiem obejmuje ulice:
- Armii Krajowej,
- Biberaską,
- Bobrzańską,
- Boduena,
- Broniewskiego,
- Chopina,
- Chorwacką,
- Czecha,
- Fieldorfa,
- Głowackiego,
- Główną,
- Grota Roweckiego,
- Jałowcową,
- Jarzębinową,
- Jesienną,
- Kolberga,
- Korczaka,
- Kościuszki,
- Krasickiego,
- Krzywickiego,
- Kusocińskiego,
- Lechicką,
- Legii Nadwiślańskiej,
- Leśną,
- Lompy,
- Łużycką,
- Marusarzówny,
- Michejdy,
- Mickiewicza,
- Mierniczą,
- Modrzewiową,
- Moniuszki,
- Niecałą,
- Norwida,
- Okulickiego,
- Piaskową,
- Piękną,
- Pola,
- Polną Drogę,
- Prażmowskiego,
- Serbska,
- Curie-Skłodowskiej,
- Stamma,
- Staszica,
- Szymanowskiego,
- Ślężańską,
- Świerkową,
- Świętojańską,
- Tokarzewskiego,
- Trzeboszańską,
- Wałbrzyską (nr 11-63),
- Wielecka,
- Wrzosową,
- Wschodnia,
- Zachodnią,
- Żwirki i Wigury[2].